# Новопавловск
Новопавловск (на руски: Новопа̀вловск) е град в Ставрополски край, Русия. Градът е основан през 1777 г. Разположен е на левия бряг на река Кура на 230 km източно от Ставропол. Населението на Новопавловск е 23 235 жители (преброяване 2002 година).